# Liste der Kulturdenkmale in Kisdorf
In der Liste der Kulturdenkmale in Kisdorf sind alle Kulturdenkmale der schleswig-holsteinischen Gemeinde Kisdorf (Kreis Segeberg) aufgelistet (Stand: 10. März 2025).

## Legende
In den Spalten befinden sich folgende Informationen:
- Objekt-ID: die Nummer des Kulturdenkmales
- Lage: die Adresse des Kulturdenkmales und die geographischen Koordinaten. Kartenansicht, um Koordinaten zu setzen. In der Kartenansicht sind Kulturdenkmale ohne Koordinaten mit einem roten Marker dargestellt und können in der Karte gesetzt werden. Kulturdenkmale ohne Bild sind mit einem blauen Marker gekennzeichnet, Kulturdenkmale mit Bild mit einem grünen Marker.
- Offizielle Bezeichnung: Bezeichnung des Kulturdenkmales
- Beschreibung: die Beschreibung des Kulturdenkmales
- Bild: ein Bild des Kulturdenkmales

## Bauliche Anlagen
| Objekt-ID      | Lage                                            | Offizielle Bezeichnung       | Beschreibung | Bild            |
| -------------- | ----------------------------------------------- | ---------------------------- | --- | --------------- |
| 26702 Wikidata | Am Waldhof 4 (53° 48′ 52″ N, 10° 5′ 5″ O)       | Gutshaus Waldhof             | Alteintragung (Aktualisierung vorgesehen) - Begründung: geschichtlich, künstlerisch, Kulturlandschaft prägend - Schutzumfang: gesamtes Äußeres - Denkmaltyp: Bauliche Anlage | Fotos hochladen |
| 27220          | Segeberger Straße (53° 48′ 41″ N, 10° 1′ 33″ O) | Ehrenhain                    | Ehrenhain für die Gefallenen beider Weltkriege; 1922, nach 1945 ergänzt; dreieckige Grünanlage mit Baumkranz, Gedenkstein auf dreiteiligem Sockel mit Inschrifttafeln - Begründung: geschichtlich, städtebaulich, Kulturlandschaft prägend - Schutzumfang: Ehrenhain, Gedenkstein - Denkmaltyp: Bauliche Anlage | BW              |
| 12539          | Sengel 1 (53° 48′ 37″ N, 10° 0′ 34″ O)          | Wohn- und Wirtschaftsgebäude | Wohn- und Wirtschaftsgebäude; 1859; eingeschossiger giebelständiger Backsteinbau mit reetgedecktem Halbwalmdach, mit angebautem Kuhstall auf L-förmigem Grundriss - Begründung: geschichtlich, städtebaulich - Schutzumfang: gesamtes Objekt - Denkmaltyp: Bauliche Anlage                                      | BW              |

## Gründenkmale
| Objekt-ID | Lage                                            | Offizielle Bezeichnung | Beschreibung | Bild |
| --------- | ----------------------------------------------- | ---------------------- | --- | ---- |
| 43715     | Bismarckplatz (53° 48′ 40″ N, 10° 0′ 34″ O)     | Bismarck-Eiche         | Bismarck-Eiche mit Gedenkstein; 1910; Eiche mit ausladender Krone, großer Findling mit Inschrift, Grünfläche - Begründung: geschichtlich, städtebaulich - Schutzumfang: Bismarck-Eiche, Gedenkstein, Grünfläche - Denkmaltyp: Gründenkmal | BW   |
| 43717     | Segeberger Straße (53° 48′ 38″ N, 10° 1′ 11″ O) | Kaisereiche            | Kaisereiche mit Gedenkstein; 1903; hoch gewachsene Eiche, Gedenkstein mit Inschrifttafel, Grünfläche - Begründung: geschichtlich, städtebaulich - Schutzumfang: Kaisereiche, Gedenkstein, Grünfläche - Denkmaltyp: Gründenkmal            | BW   |

## Quelle
- Liste der Kulturdenkmale in Schleswig-Holstein – Kreis Segeberg

- Karte mit allen Koordinaten:
- OSM |
- WikiMap